# Armaňak

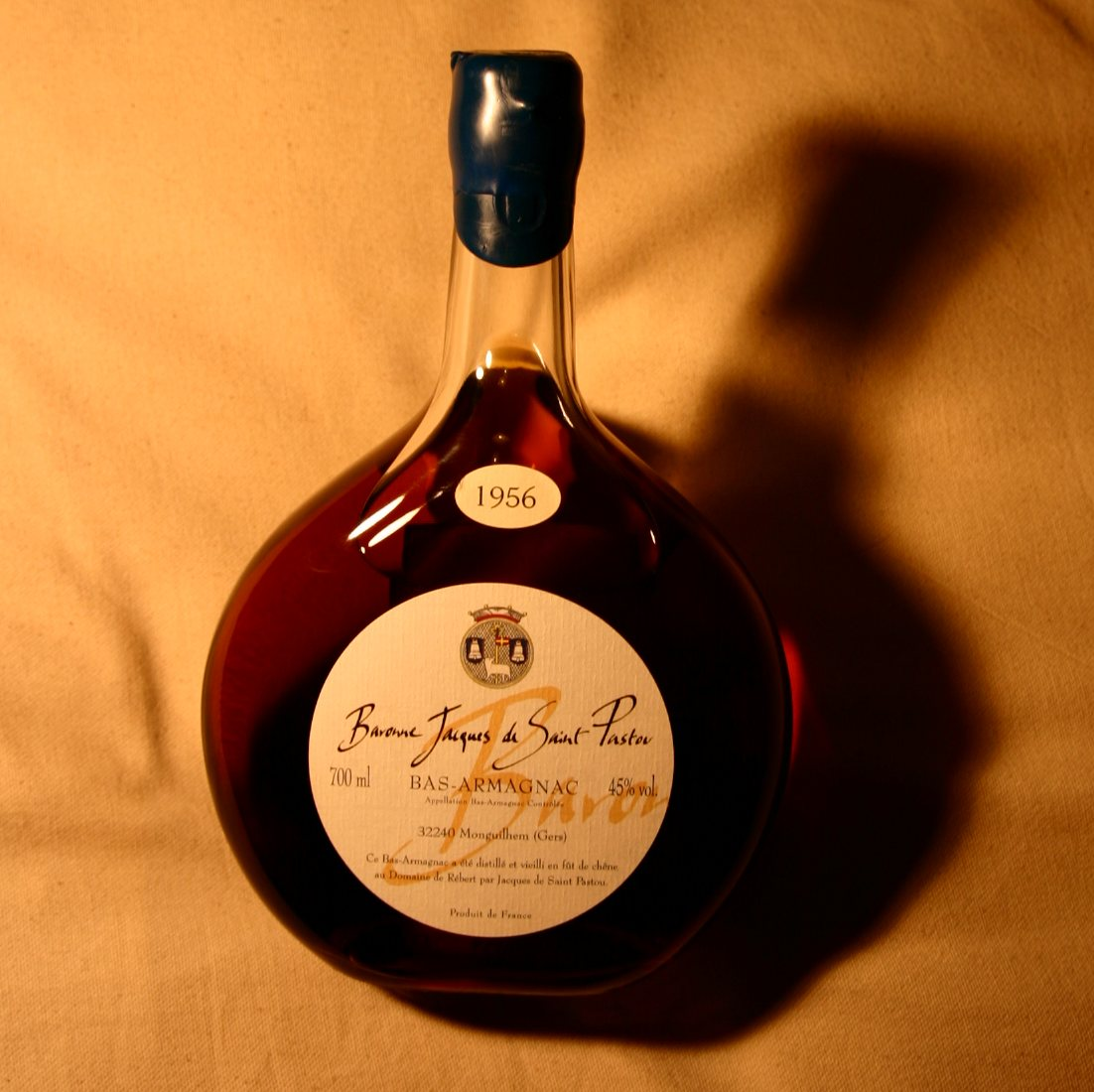
Armaňak

Armaňak je nejstarším francouzským (pravděpodobně i nejstarším na světě)[zdroj?] vinným destilátem (brandy) příbuzným koňaku. Původ tohoto nápoje je v Gaskoňsku v jihozápadní Francii na území Armagnacu na úpatí Pyrenejí. Armaňak je pálen jen jednou, takzvanou postupnou destilací. Zůstává tak zachována část vonných a chuťových látek. Obsah alkoholu nesmí překročit 63 %.

## Historie & původ
Tuto brandy znali obyvatelé Gaskoňska již před 15. stoletím, kdy se odsud začalo díky rozvíjejícím obchodům šířit povědomí o tomto unikátním destilátu do celé Francie. Armaňak se tak brzy stal díky svému jemnému aroma a obdivuhodné chuti jednou z nejlepších brandy na světě.
Armaňak je unikátní pěti faktory - podnebím, půdou, odrůdami vína, destilačním procesem a zráním. Zákonem bylo 25. května 1909 právně nařízeno, že armaňak může být vyráběn pouze ve třech oblastech Gaskoňska. 6. srpna 1936 byla pro tyto 3 regiony potvrzená Appellation d'Origine Controlée (AOC). Kontrolu Kvality a ostatních předpisů spojených s výrobou armaňaku spravuje instituce BNIA (Bureau National Interprofessionnel de l'Armagnac).
Každá oblast dává armaňaku charakteristický rys svého klimatu a struktury půdy:
- Bas Armagnac (převládá půda bohatá na jíl a písky). Pěstuje se zde vysoce kvalitní armaňak s vůněmi ovoce.
- Tenareze (křídovitá půda). Vynáší těžší a plnější armaňak s vůněmi připomínající fialky.
- Haut Armagnac – na celkové výrobě armaňaku se podílí v malém poměru.

Kategorie armaňaku je určována podle stáří nejmladší použité přísady (eau-de-vie):
- Three Star – minimální stáří armaňaku zrajícího v sudu 1 rok
- VO, VSOP, Reserve – minimální stáří armaňaku zrajícího v sudu 4 roky
- Extra, Napoleon, XO, Vielle Reserve – minimální stáří armaňaku zrajícího v sudu 5 let

## Někteří výrobci
- Armagnac Delord
- Janneau
- Samalens
- Clés des Ducs